# Simulium anatinum
Simulium anatinum är en tvåvingeart som beskrevs av Wood 1963. Simulium anatinum ingår i släktet Simulium och familjen knott. Inga underarter finns listade i Catalogue of Life.